# Syväoja
Syväoja is een beek, die stroomt in de Zweedse  provincie Norrbottens län. De Syväoja ontstaat op de hellingen van de berg Kuusivaara en stroomt dan zuidoostwaarts. Zij stroomt samen met Keronoja en mondt uiteindelijk uit in de Sompasenoja. Ze is ongeveer 2 kilometer lang.